# Teplička nad Váhom
Teplička nad Váhom (bis 1927 slowakisch „Teplička“; ungarisch Vágtapolca – bis 1907 Teplicska) ist eine Gemeinde im mittelslowakischen Kraj Žilina. 

## Geographie
Der Ort liegt im Silleiner Kessel (Žilinská kotlina) an der Waag auf einer Höhe von 356 m am Fuße der Kischützer Höhen (Kysucká vrchovina) etwa 5 km von Žilina entfernt.

## Geschichte
Die erste schriftliche Erwähnung erfolgte 1267, als Toplucha. Der Name soll auf Thermalquellen hinweisen, die jedoch wahrscheinlich im 17. Jahrhundert zerstört wurden. 
Zwischen 1980 und 1990 war sie ein Teil der Stadt Žilina.

## Bevölkerung
| Jahr                | 1994 | 2004    | 2014     | 2024    |
| ------------------- | ---- | ------- | -------- | ------- |
| Anzahl der Personen | 3275 | 3413    | 4040     | 4389    |
| Unterschied         |      | +4,21 % | +18,37 % | +8,63 % |

| Jahr                | 2023 | 2024    |
| ------------------- | ---- | ------- |
| Anzahl der Personen | 4406 | 4389    |
| Unterschied         |      | −0,38 % |

## Sehenswürdigkeiten

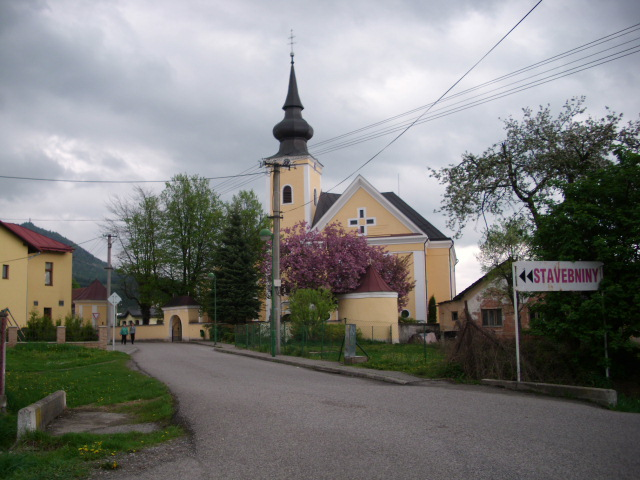
Kirche

Sehenswert sind ein Renaissance-Kastell aus dem Ende des 16. Jahrhunderts und Kirche des Heiligen Martin aus dem Jahr 1589. 
In dieser kleinen Kirche lagen die mumifizierten Überreste der ungarischen Gräfin Zsófia Bosnyák (1609–1644), der ehemaligen Herrin der Burg Strečno, bevor die Überreste am 2. April 2009 durch einen psychisch kranken Mann angezündet und schließlich verbrannt wurden.

## Wirtschaft
Auf dem Gemeindegebiet befindet sich ein Teil des großen Kia-Werks der Kia Motors Slovakia.

## Verkehr
Es gibt einen Bahnhof an der Bahnstrecke Košice–Žilina, welche hier über die Waag führt.